# Historia de Uzbekistán

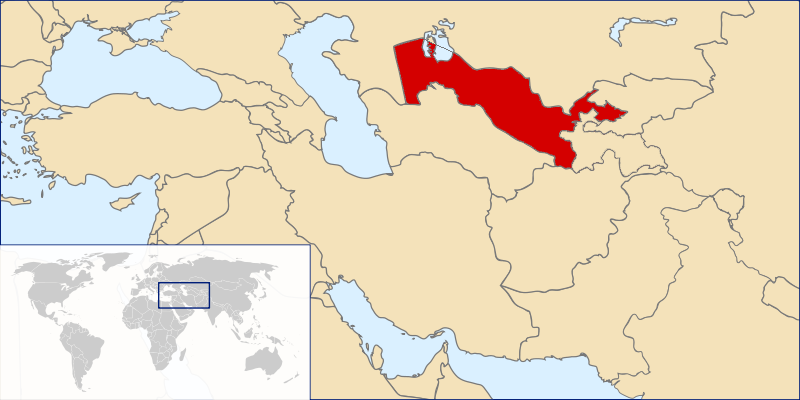
Localización de Uzbekistán.

Uzbekistán es un país situado en Asia Central, en un lugar de tránsito de grandes rutas comerciales que ha vivido a lo largo de los siglos notables migraciones que han modificado su población. 

## Prehistoria
Las últimas investigaciones realizadas muestran que el ser humano llegó a la región del actual Uzbekistán hace unos 40 000 o 50 000 años, lo que la convierte en una de las regiones habitadas más antiguas. Las pruebas arqueológicas de su presencia son parcelarias, al contrario de lo que ocurre, por ejemplo, en África o en Australia. Estos estudios han identificado la región como la fuente de población que más tarde habitó Europa, Siberia y América del Norte. 

## Edad de bronce
Entre el 2200 y el 1700 a. C., al sur de Uzbekistán y Turkmenistán existió una civilización avanzada de la Edad del Bronce. Se la conoce como la cultura oxus. Estaba relacionada con la cultura del valle del Indo y se caracterizaba por una mezcla de pueblos autóctonos no indoeuropeos, desaparecidos por completo en la actualidad, y por indoarios llegados desde el oeste de Kazajistán. Los yacimientos arqueológicos ―como los de Djarkoutan o el de Mollali Tepé― revelan la existencia de un modo de vida urbano, en el que se practicaba la irrigación, el cultivo del trigo y la cebada y, probablemente, en el que existía una forma de escritura. A partir del 1700 a. C., los indoarios empezaron a emigrar hacia el sur (la India). En Uzbekistán fueron reemplazados por tribus de pastores nómadas llegados desde el oeste (Irán), los sogdianos, que se fueron transformando en sedentarios.
Se conoce también la existencia de otra cultura, conocida como Tazabagyab, aparecida alrededor del 1500 a. C. cerca de Corasmia, al sur del mar de Aral, del que provenían los iranios del Turquestán occidental. Esta cultura reunía elementos de la cultura de las tumbas estructuradas con la cultura andrónovo que se extendía desde el oeste de los Urales hacia el lago Baikal, llegando hasta el río Sir Daria en el sur. La cultura andrónovo fue la primera que dispuso de un carro de guerra de dos ruedas tirado por caballos. Sus habitantes vivían en poblados, cultivaban la tierra y criaban animales. Eran capaces de fabricar armas y utensilios en bronce.

## Persas, griegos y nómadas

### Sogdianos, bactrianos y el imperio Aqueménida

El imperio Aqueménida durante su apogeo.

Los dos pueblos principales iranios de Uzbekistán fueron los sogdianos, en la región de Samarcanda y Bujará, y los bactrianos, más al sur, a caballo entre el sur de Uzbekistán y el norte de Afganistán. Los indios llamaban a los bactrianos bahlikâ mientras que los chinos les conocían como daxia. Su capital se encontraba en Zariaspa, la clásica Bactra, y por consiguiente la actual Balh. La ciudad de Samarcanda fue fundada por los sogdianos, probablemente en el siglo V a. C. bajo el legendario nombre de Maracanda. Sogdianos y bactrianos nunca llegaron a formar un estado unificado: su territorio se dividía en principados, organizados alrededor de las ciudades.
El zoroastrismo, religión puramente iraní, pudo desarrollarse en Bactriana. El Avesta, su texto sagrado, es muy difícil de datar pero habla de Sughda en referencia tal vez a los sogdianos. Se cree que los sogdianos eran escitas sedentarios.
Más al norte, al este del mar de Aral, habitaban las tribus nómadas de los Sacas (nombre hindú de los escitas) y la de los masagetas, todos iranios. Estos últimos fueron guerreros que, bajo el reinado de la reina Tomyris, asesinaron al rey persa Ciro II. Al igual que ocurría entre los sogdianos y los bactrianos, el papel de las mujeres masageta era especialmente relevante.
Los habitantes de los reinos bactriano y sogdiano, así como los del Kanato de Jiva, fueron mayoritariamente agricultores y perfeccionaron las técnicas de irrigación en los valles de los ríos Sir Daria, Amu Daria y Zeravshan. Se agrupaban en comunidades de un tamaño importante, practicaban la artesanía del metal así como el comercio. El nomadismo se desarrolló sobre todo en las regiones desérticas y montañosas.
La ciudad de Afrasiab, cerca de Samarcanda, fue fundada más tarde del 500 a. C. El museo de su yacimiento arqueológico contiene los peones de ajedrez más antiguos del mundo. Las pinturas murales de Afrasiab son famosas y la ciudad está considerada como una de las cunas del idioma persa.
Entre el 545 a. C. y el 540 a. C., Ciro II, fundador del Imperio aqueménida, se lanzó a la conquista de Asia Central; integró Bactriana, Sogdiana, Corasmia y Partia en el Imperio aqueménida.

### Alejandro Magno y el Imperio seléucida

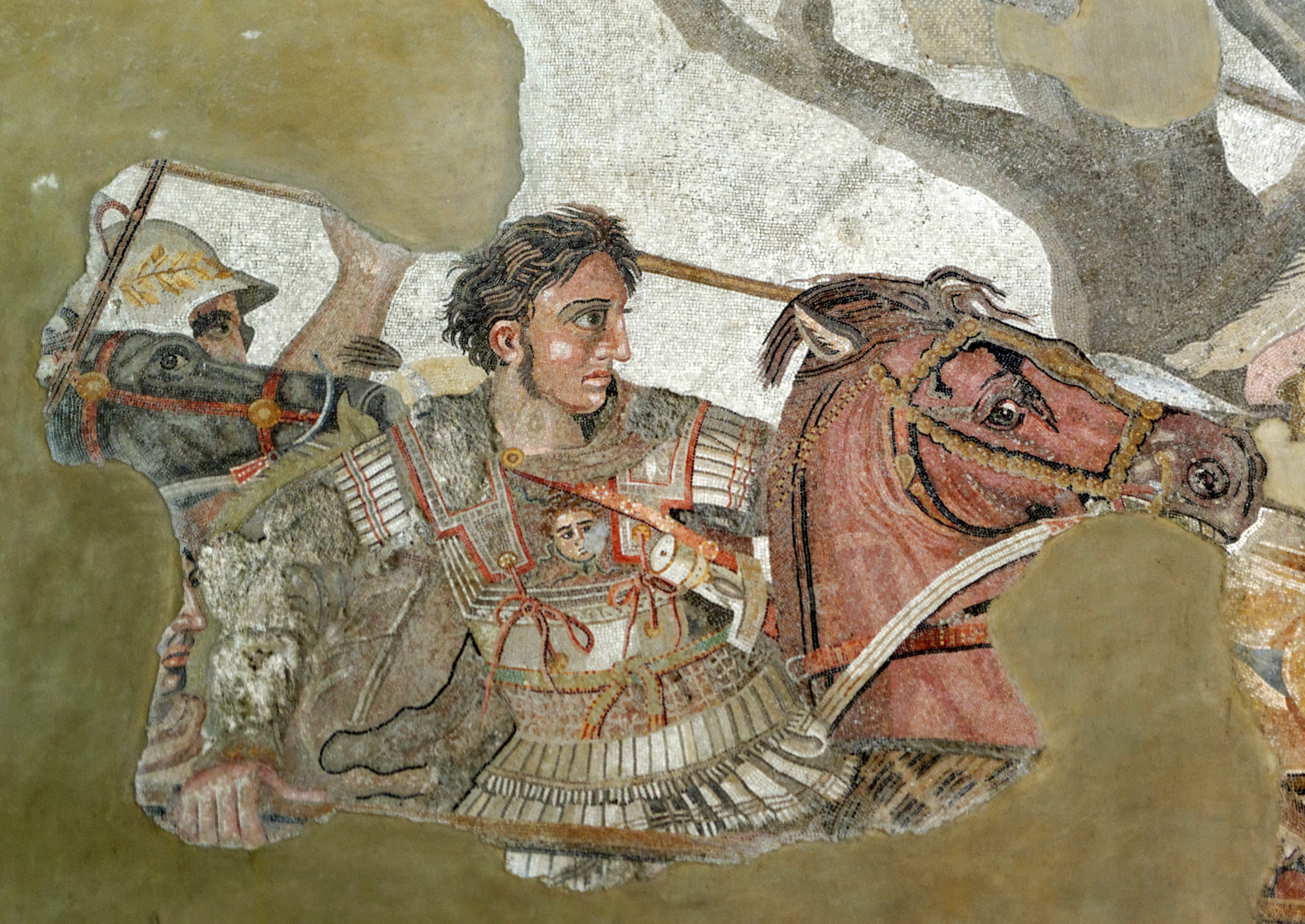
Alejandro Magno montando a su caballo Bucéfalo.

Alejandro Magno conquistó Sogdiana y Bactriana en el 327 a. C. mientras llevaba a cabo una campaña contra Darío III Codomano que puso fin a la dinastía aqueménida. Dos años antes, había fundado una ciudad de nombre Termez, que en la actualidad es la ciudad más meridional de Uzbekistán.
Se estableció en Samarcanda y se casó con Roxana, hija de Oxiartes, un jefe bactriano local, al que había capturado en el 327 a. C., antes de conquistar la fortaleza de la Roca Sogdiana, que hasta entonces se consideraba como inexpugnable. Este matrimonio le sirvió de ayuda para terminar con la feroz resistencia popular sogdiana, dirigida por Espitamenes, que estaba frenando el avance de sus tropas. El matrimonio fue también el preludio de las conocidas como bodas de Susa en las que 10 000 griegos contrajeron matrimonio con 10 000 orientales en el 324 a. C.

El imperio de Alejandro.

Antes de emprender la fatal campaña de India, Alejandro dejó su cuartel general en Samarcanda (323 a. C.) para conquistar la ciudadela situada en la actual ciudad de Taskent, al sur de la cual ordenó construir una villa fortificada a la que llamó Alejandría Escate (la última Alejandría).
Tras la muerte de Alejandro en el 323 a. C., la parte nordeste de su imperio, conocida como Transoxiana (‘más allá del río Oxus’, antiguo nombre griego del río Amu Daria), pasó a manos de su general Seleuco I Nicátor, fundador de la dinastía de los seléucidas. Durante su reinado, Bactriana recibió una masiva inmigración de griegos exiliados, lo que convirtió a esa región en la más helenizada de todas las conquistadas.
Bajo el gobierno de Seleuco II Calinico, los seléucidas, preocupados por sus problemas en Siria, no se plantearon la posibilidad de asegurarse el control de las regiones orientales. Así, Diodoto I fundó en el 250 a. C. el Reino grecobactriano, independiente tras liberarse con facilidad de la tutela ejercida por los seléucidas. Bajo el reinado de Eutidemo I, Antíoco III Megas intentó recuperar el dominio sobre Bactriana pero fue derrotado y tuvo que reconocer la independencia del reino. Este periodo se caracterizó por un importante desarrollo urbano así como por un sincretismo grecoriental en las artes que alcanza en ese momento el paroxismo.

### Invasiones nómadas y puesta en marcha de la Ruta de la Seda

El reino grecobactriano.

Entre el siglo I a. C. y el siglo II d. C., el territorio del Reino grecobactriano fue invadido por los yuezhi y los saka, pueblos nómadas que procedían de China. El centro del reino se desplazó entonces hacia el sudeste para convertirse hacia el año 190 a. C. en el Reino indogriego
Los partos ocuparon en el 115 la zona oeste de Bactriana (entre Uzbekistán y Turkmenistán), reemplazando a los sakas que habían emigrado más al sur, hacia el actual Afganistán. Compartieron la región con los yuezhi que reinaban en la zona desde el 126 a. C.
En esa época, el sincretismo religioso, perpetuado por los partos, evolucionó gradualmente hacia el monoteísmo y la noción de religión universal se extendió entre los pueblos del actual Uzbekistán. Gracias a la influencia de los sacerdotes, el zoroastrismo se convirtió en la religión oficial de los sasánidas.
Más al este, en los inicios del primer milenio, empezaba a formarse el imperio Kushan a partir de numerosos principados distintos, cien años más tarde de que el Reino Grecobactriano fuera destruido por los nómadas. Ocuparon de forma gradual, entre el 150 y el 150, Bactriana así como una parte de Sogdiana y de Corasmia Este imperio fue fundado por los kushan, una rama de los yuezhi, pueblo que habitaba en el actual Xinjiang (China), emparentados posiblemente con los tocarios. Durante muchos siglos, la civilización de los kushan se situó en el centro de intercambios comerciales entre Oriente (China) y Occidente (Imperio romano), en el recorrido de la Ruta de la Seda. Los kushan fueron los que importaron el budismo hasta Asia Central y los que allí desarrollaron las artes helenísticas de Oriente.
La apertura de la gran Ruta de la Seda, la ruta comercial terrestre y marítima más larga de la antigüedad (siglo II a. C.) y, sobre todo, su protección tras permanecer mucho tiempo a merced de bandidos y ladrones, desplazó el centro de gravedad del mundo iranio desde las orillas del Tigris hasta las del Amu Daria. Los partos persas empezaron a mirar más allá del Éufrates, centrándose en el Sir Daria: el comercio con China alcanzó una relevancia mayor a la que jamás había tenido el comercio con Grecia y Transoxiana estaba justo en el centro de estos intercambios. La ruta de la seda no se utilizaba únicamente para transportar seda hasta Europa ya que las especias, el papel y la porcelana viajaban por el mismo camino. Además, la ruta desempeñó un papel destacado en la difusión de las creencias religiosas (como en el caso del budismo), de ideas y de cultura. Durante su existencia, la Ruta de la Seda enriqueció en todos los aspectos a las ciudades por las que pasaba, como Samarcanda, Kokand o Farg'ona.
Para resumir, la historia de Transoxiana entre el siglo II a. C. y el siglo III d. C. fue complicada; distintos reinos, más o menos efímeros y con orígenes inciertos, se fueron sucediendo antes de ser barridos del mapa por el pujante Imperio sasánida. En la misma época, Farg'ona, etapa clave de la Ruta de la Seda, mantuvo su independencia.

### Los sasánidas persas

El imperio sasánida a comienzos del.

Los sasánidas fueron una dinastía originaria de Fars (origen del nombre español Persia), fundada hacia el 224 por un descendiente de Darío III Codomano. Bajo los sasánidas, el arte y la cultura persa llegaron a un nivel destacado y su fuerza militar fue capaz de desafiar a la pujante Roma. El reino de los sasánidas se caracterizó por una fuerte centralización del poder, un urbanismo ambicioso y una agricultura de técnicas avanzadas.

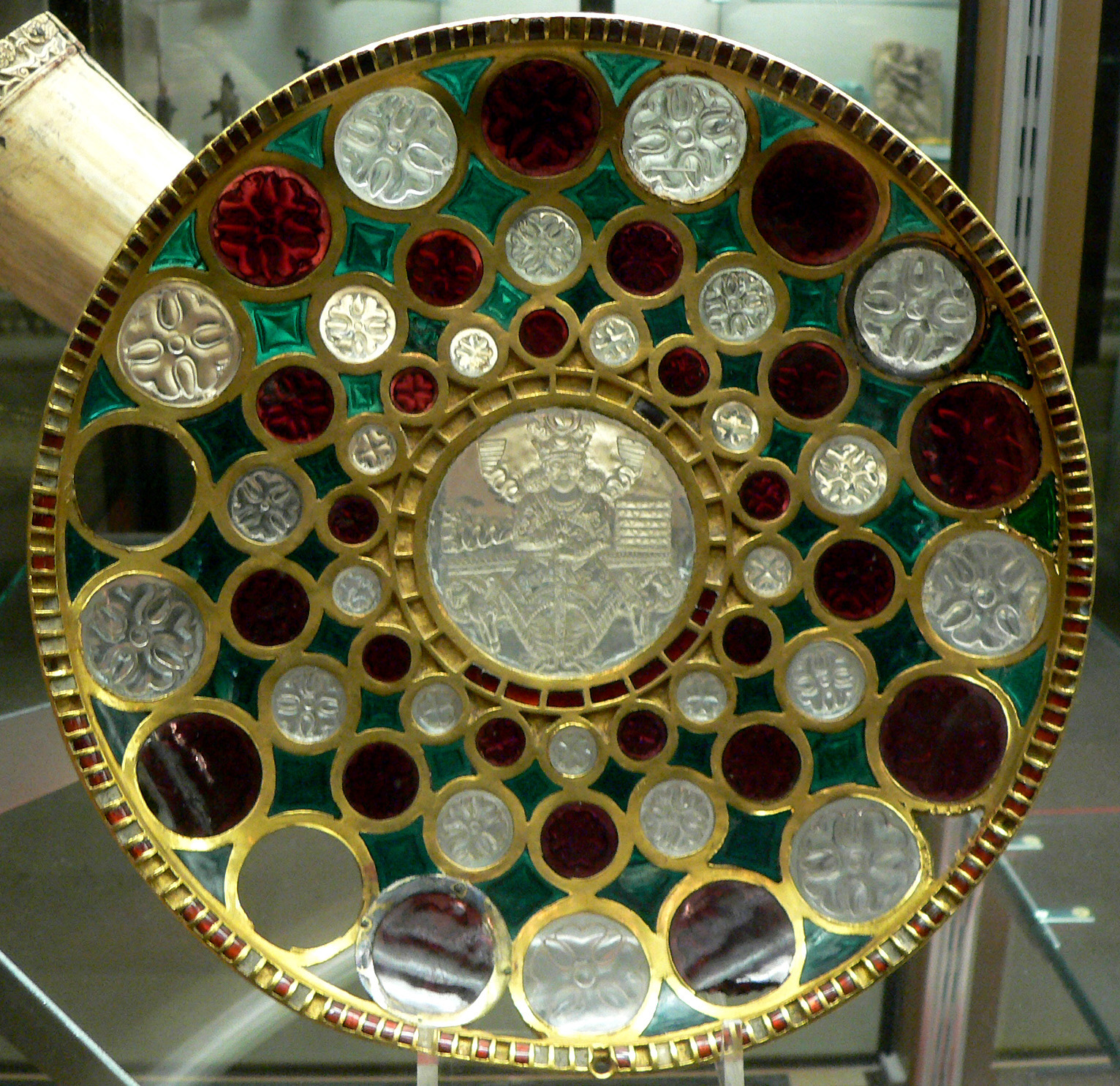
Copa de Salomón sasánida, originaria de Asia Central.

Ya en los siglos III y IV, los sasánidas intentaron conquistar Transoxiana, pero su progresiva expansión provocó la sublevación de los nómadas kushan que rehusaron ceder sus territorios y que se enfrentaron en numerosos combates con los sasánidas. Un poco más tarde, a finales del siglo IV, fueron los hunos, los chionitas (hunos rojos) y los kidaritas los que derrotaron a los sasánidas, consiguiendo mantener sus posiciones en Transoxiana. Llegaron incluso hasta Irán.
En el año 427, el rey sasánida Bahram V acabó finalmente con las tropas nómadas de los hunos blancos llegados desde China hasta Asia Central, restaurando la dominación persa. Su hijo Yazdegerd II consolidó esta presencia en el 442 al eliminar al sucesor del imperio kushan, el reino Kidarita, vinculado a los hunos, en otros tiempos aliados de los persas.
La dinastía de los sasánidas controló durante más de cuatro siglos un territorio inmenso que incluía la Transoxiana, desarrolló un arte condal suntuoso, emprendió grandes obras de ingeniería civil y, aprovechándose de su posición en la Ruta de la Seda, salió victorioso de las guerras iniciadas en el frente este, contra los hunos y los turcos, y en el oeste, contra el Imperio romano.

## Los hunos blancos
El emperador sasánida Yazdegerd II se enfrentó a los ataques de las tribus nómadas de los hunos blancos (heftalitas) desde el 442. Su propio hijo Peroz pidió a los heftalitas que le entregaran sus tropas para poder tomar posesión de Persia. Aparentemente, con el fin de poder reinar sobre los sogdianos, los heftalitas tenían que adoptar su idioma. Más tarde empezaron a sedentarizarse. Se considera que los hunos blancos son los primeros ancestros del actual pueblo uzbeko.
Gracias a la ayuda obtenida de los heftalitas, Peroz I se convirtió en emperador de Persia en 459-484. Como muestra de agradecimiento, les entregó el distrito de Taliqan, al sudeste del actual Turkmenistán. Sin embargo, no pasó mucho tiempo hasta que entraron en conflicto.
Los heftalitas eran guerreros feroces y la sola mención de su nombre aterrorizaba a todo el mundo. Los soldados persas enviados a su encuentro parecían condenados a muerte que se dirigían hacia el cadalso.
Peroz I murió en 484 durante una batalla contra los heftalitas. Su muerte provocó conflictos internos entre los sasánidas, forzándoles a ceder territorio del actual Uzbekistán así como a pagar un tributo a los heftalitas.
La conquista de la cuenca del Tarim alió a los heftalitas con los juan juan. Tras asestar un golpe definitivo a los juan juan en el 552, los köktürks buscaron alianzas con los persas para luchar contra los heftalitas. Entre el 560 y 563, estos últimos se enfrentaron en una gran batalla que duró días. Como consecuencia de este enfrentamiento, se dividieron en principados que pagaban tributos: unos a los persas, los otros a los turcos.

## Losköktürksdel oeste

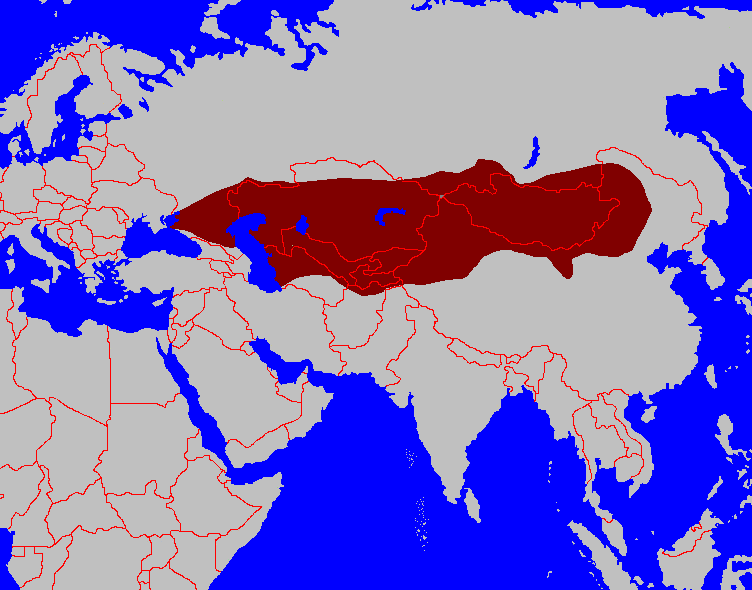
El Imperio Köktürk.

Los turcos habían creado su imperio en el 552. En el 576, Mugán, hijo del jan Bumin, sucedió a su padre, confiando la zona occidental del Imperio Köktürk a su tío Istämi. Este último se alió con los sasánidas persas para combatir a los hunos blancos. Tras eliminarlos cerca del 563, los dos aliados se repartieron el territorio del actual Uzbekistán, incluida la zona de los sogdianos, que no tardaron en rebelarse.
Tardu, kan de los köktürk, sucesor de su padre Istämi, se vio influido por los chinos que querían acabar con el imperio turco. Su política favoreció una ruptura definitiva del Imperio Köktürk en dos estados: el de los turcos orientales en Mongolia, dirigidos por Nivar; y el de los turcos occidentales de la cordillera de Tian Shan, en Uzbekistán y Kazajistán, comandados por Tardu.
La derrota de Tardu ante su ambicioso sobrino Apa Qaghan trajo el caos hasta el territorio de los turcos occidentales, hasta que no encontraron un nuevo líder en la figura de Shigui, sustituido por su hermano Tong. Este último fue un soberano poderoso que extendió sus dominios hasta el actual Afganistán y la India del norte. Algunos meses más tarde, algunas tribus vasallas, como los qarluq, se rebelaron y Tong fue asesinado. Los turcos occidentales perdieron de nuevo su unión. En los años 640, los chinos les expulsaron de los ricos oasis de la cuenca del Tarim, situados al sur de su territorio. En el 651, los turcos occidentales quedaron bajo la autoridad de un kan chino, Helu. Tras obtener el apoyo de los uigures, los chinos iniciaron una ofensiva contra Helu al que vencieron en el 657. Prácticamente toda Asia Central quedó en manos de los chinos.
Durante el dominio turco, sobre todo por su necesidad de armamento y bisutería, el pueblo del actual Uzbekistán desarrolló de forma destacada la artesanía del metal (oro, plata, plomo, cobre, etc.) así como la escritura. El desarrollo del comercio en la ruta de la seda entre China y Europa influyó de forma destacada en la producción local de algodón y seda.
El famoso peregrino chino Xuanzang pasó cerca del 631 por Taskent y Samarcanda durante su viaje hacia la India en busca de manuscritos sagrados budistas.

## Los árabes
Tras una primera tentativa de invadir e islamizar Samarcanda y Fargana, los árabes, con las tropas del general Qutaibah bin Muslim, conquistaron en 706 parte de las tierras más allá del Oxus, la Transoxiana, conocidas por los árabes simplemente como «la tierra más allá del río» (mā wara al-nahr). Eran diferentes de las que los árabes habían encontrado antes: no solo tenían una topografía variada, desde las remotas montañas del Hindu Kush hasta los fértiles valles de los ríos y los desiertos con ciudades oasis, sino que también estaban colonizada por una variedad de pueblos, tanto sedentarios como nómadas, y en lugar de tener una única administración imperial, como la de los persas, estaban organizados en muchos pequeños principados independientes. Parte de esos territorios hoy pertenecen a Uzbekistán y Kirguistán.
Implantaron por la fuerza el Islam entre los pueblos de Asia Central, hasta entonces practicantes del zoroastrismo. Los sogdianos que aceptaban convertirse al islam quedaban exentos del pago de impuestos. Ante el gran número de conversiones y la consecuente reducción de la recaudación fiscal, los árabes decretaron que los nuevos conversos debían circuncidarse y demostrar un amplio conocimiento del Corán. Esta nueva medida provocó una rebelión.
En el 720 y el 721, los sogdianos destruyeron la guarnición árabe en Samarcanda con la ayuda de los túrquicos y organizaron numerosas revueltas. Se nombró entonces a un nuevo gobernador en Jorasán, Said ibn Amr al-Harashi. Los rebeldes sogdianos escogieron esta vez una estrategia de retirada. Bajo la dirección de Divashtich, rey de la ciudad oriental de Panjikand, un grupo se refugió en la fortaleza de Abargar, sobre el monte Mug. Ahí, en la orilla derecha del río Zeravshan, los arqueólogos han hallado numerosos documentos que aportan datos muy valiosos sobre la sociedad sogdiana. Los árabes asediaron la fortaleza en el 722, pero tuvieron que retirarse.
En el 728, el gobernador de Jorasán, Ashras ibn Abdallah al-Sulami, ofreció una exención de impuestos para los nuevos conversos que produjo exactamente el mismo efecto que había producido la primera vez: con la ayuda de los túrquicos, Bujará se convirtió en el centro de la revuelta sogdiana. Tras duros combates, fueron sometidos en el verano de 729. Samarcanda, controlada por el rey Ghurak, no se había sublevado. A pesar de la represión ejercida por los árabes, la resistencia de los sogdianos no cedió. Fue especialmente activa entre el 733 y el 734. El gobernador Nasr ibn Sayyar (738-748) decidió ordenar una nueva política, más conciliadora con las elites locales. Finalmente, en 747-750, bajo la dirección de Qutaibah bin Muslim, nuevas revueltas contribuyeron a la caída de los omeyas y a la llegada de los abasíes. (Otras revueltas tuvieron lugar entre el 801 y el 802 así como en el 806 en toda Transoxiana.)

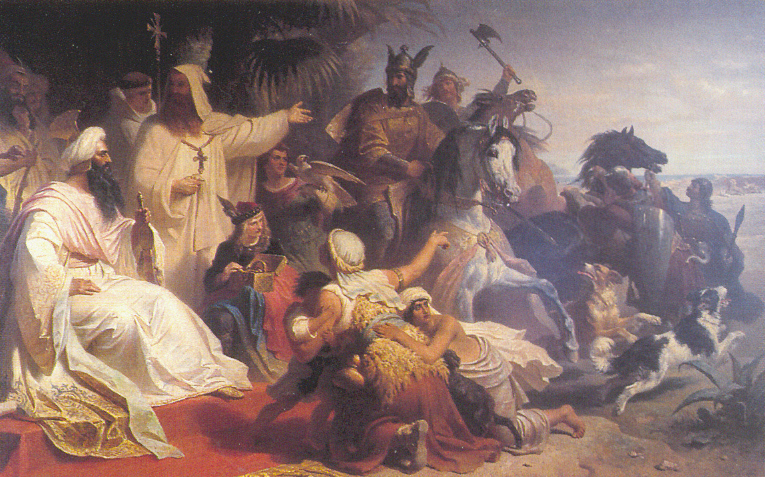
Harun Al-Rashid recibiendo a una delegación occidental.

Los árabes entraron en contacto con los chinos durante el reinado del primer abasí, As-Saffah, en 751, y su control del Asia Central se consolidó después de la victoria en la  batalla del Talas, que marcó también el avance más oriental de los ejércitos árabes. Ese contacto fue también la ocasión ideal para adquirir algunas técnicas chinas, como la de la fabricación de papel. Muy pronto se dieron cuenta de la importancia de este nuevo soporte de escritura para la difusión del Islam, y Samarcanda se convirtió en el primer centro de producción de papel del mundo musulmán. Además, mejoraron las técnicas de fabricación incorporando tela en la preparación. Harun Al-Rashid impuso el uso del papel en todas las administraciones del imperio. El papel llegó entonces a todo el mundo islámico y a Occidente gracias a las conquistas árabes en Asia Central. Aparece en Bagdad en el 793, en El Cairo en el 900, en Játiva en el 1056 y en Francia en los inicios del siglo XIV.
La anexión de Transoxiana al Califato contribuyó al crecimiento de las ciudades como Samarcanda, Taskent, Termez y Bujará, al desarrollo del artesanado, del comercio (sobre todo el extrafronterizo de las caravanas) así como las técnicas de irrigación. Entre el 750 y el 850, periodo del califato abasí, la ciencia conocida como «árabe-musulmana» alcanzó su máximo esplendor. Los soberanos pagaban precios exorbitantes por cualquier libro traducido y, por eso, desde el siglo IX, casi todos los libros escritos en Grecia estaban disponibles también en lengua árabe. El filósofo Al-Farabi, nacido en Transoxiana, tuvo un lugar destacado en esta dinámica.
El gran matemático Muhammad ibn Musa al-Jwarizmi, inventor de los principios del álgebra, nació hacia el 783 en Jiva. El gran astrónomo Al-Farghani era nativo de Farg'ona.

## Lossamánidaspersas
Los samánidas fueron la primera dinastía persa que retomó el poder en Uzbekistán después de la conquista árabe.
En el 819, el califa Mamun había recompensado a los cuatro nietos del persa Saman-Joda (Nuh, Ahmad, Yahya y Elyas) por sus buenos y leales servicios atribuyéndoles a cada uno una provincia. Ismael I, hijo de Ahmad, tomó rápidamente el control de Transoxiana y de Jorasán y se instaló como gobernador semiindependiente, ubicando la capitalidad en Bujará. El valle del Zeravshan, la región de Chach (Taskent) y las ciudades de Samarcanda y Termez estuvieron también en el centro del desarrollo del imperio samánida, de su artesanado y de su próspero comercio (cristal, papel, cuero, tejidos, seda, etc.).
En el año 900, Amr, primer rey de los safáridas, intentó invadir la provincia. En el 1005, los samánidas aún conservaban la mayoría de sus territorios.
Para poder afianzarse de cara a sus vecinos del sur (los tahiridas, los gaznavidas y los guridas) con los que se disputaba el poder en el siglo X, los samánidas no usaron únicamente la fuerza militar sino también las artes. Desarrollaron el urbanismo y la arquitectura funeraria, crearon piezas de cerámica muy distintas con decoraciones caleidoscópicas, decoraciones jaspeadas, etc.
El gran médico y filósofo Avicena, nació cerca de Bujará en el 980 mientras que el enciclopedista Al-Biruni nació en el 973 en un suburbio de Kath, cerca de la ciudad uzbeka de Urganch.

## El kanato de los Qarajánidas, los Selyúcidas y el Imperio corasmio

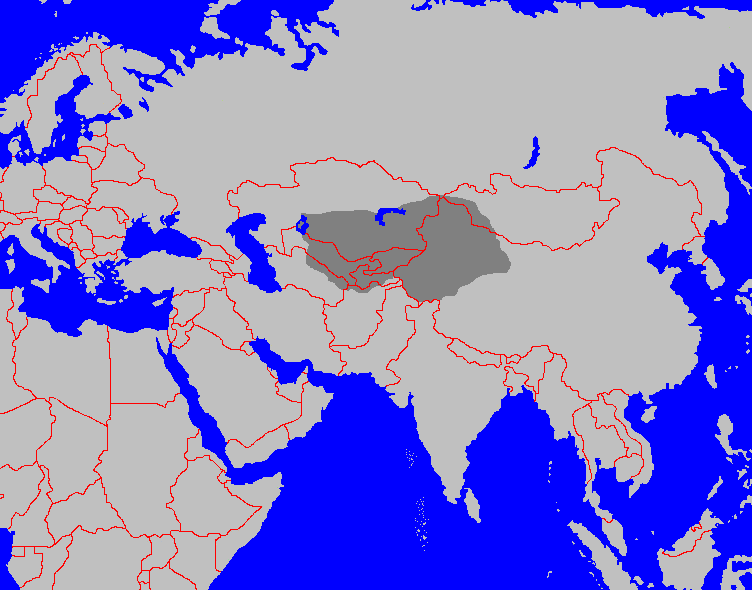
Territorio del kanato de Qarajánida.

La dinastía turca del kanato de los Qarajánidas, considerados como los ancestros de los uzbekos, reinó sobre el actual Uzbekistán desde finales del siglo XI hasta 1212. En el 920, los Qarajánidas dirigidos por Satuq Bughra Qara-Khan 'Abd al-Karim se convirtieron de forma colectiva al islam. Bajo el reinado de Harun I, tomaron Bujará y Samarcanda. Más tarde, los Qarajánidas consiguieron conquistar toda Transoxiana, derrotando de forma definitiva a los samánidas en el 999.
Tras la derrota de los Qarajánidas ante los selyúcidas (1040), el reino quedó dividido en dos: el reino occidental, con capital en Bujará (desplazada en el 1042 hasta Samarcanda); y el reino oriental con centro en Kashgar. En 1089, los selyúcidas invadieron el reino occidental, gobernado por Ahmad I, ocupando Bujará y Samarcanda. A pesar de quedar sometidos, los Qarajánidas de Transoxiana siguieron desarrollando una intensa actividad en el campo de la arquitectura. Así, bajo el reinado de Mohamed II (1120-1130) levantaron en Bujará el minarete de Po-i-Kalân (Kalyan). Un poco más tarde, de 1124 a 1218, el valle de Farg'ona quedó de nuevo en posesión de los chinos proto-mongoles. El monarca Ala ad-Din Tekish (1172-1200) conquistó Persia en 1194, destituyendo al último de los sultanes turcos de la dinastía de los selyúcidas, Tuğrul ibn Arslan, que reinaba en una parte de Transoxiana. Pero fue Ala ad-Din Muhammad del Imperio corasmio quien destruyó de forma definitiva el kanato de los Qarajánidas en 1212.

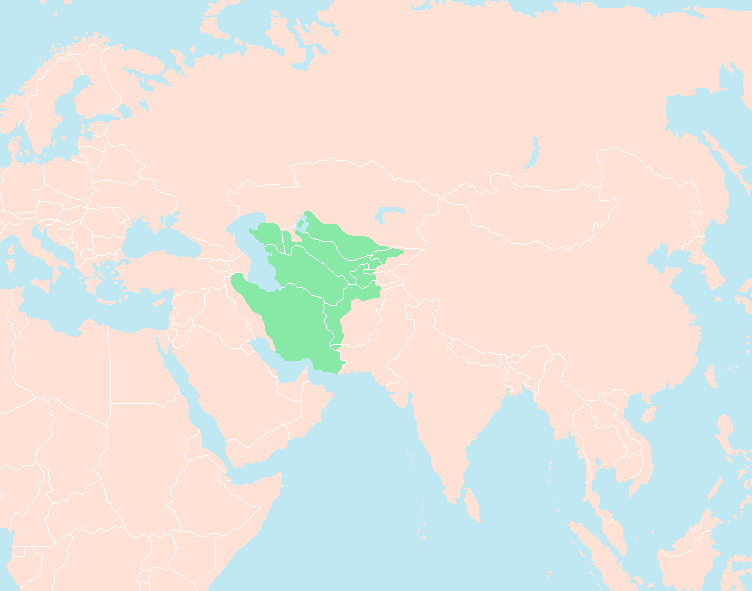
El Imperio corasmio.

El rápido ascenso de Corasmia permitió que se establecieran alianzas entre esta dinastía con los kipchak y los oghuz. Pero las campañas contra estos últimos tuvieron devastadoras consecuencias para la agricultura en Asia Central ya que, además de las destrucciones propias de la guerra, muchos de los campos de labranza fueron transformados en zona de pasto por las tropas nómadas de los kipchaks.
El reino de Corasmia fue de corta duración. En el 1219, el gobernador de Otrar, junto al Sir Daria, hizo asesinar a una caravana de mercaderes espías enviados por Gengis Kan; los embajadores enviados para pedir explicaciones corrieron la misma suerte. Esto trajo como consecuencia una terrible represalia.
En 1220, los mongoles conquistaron Uzbekistán y las principales ciudades, como Samarcanda o Bujará, sufrieron graves destrozos.

## Los mongoles y los turco-mongoles

### Gengis Kan, Chagatai y los barlas

El kan supremo Ugedei.

La toma de Samarcanda se hizo dentro de las grandes conquistas del emperador mongol Gengis Kan (1220) que derrotó los coramios. Gengis Kan legó su imperio a sus cuatro hijos, bajo la autoridad del tercero, el Gran Kan Ogodei. El actual Uzbekistán quedó en manos de su segundo hijo, Chagatai.
El Kanato de Chagatai fue fundado en el 1219, abarcando los territorios actuales de Uzbekistán, Kirguistán, Turkmenistán, Tayikistán, el sur de Kazajistán, el oeste de la provincia china de Xinjiang y el norte de Afganistán. Existió entre el 1229 y el 1571 como un reino autónomo en el seno del imperio mongol.
En la primera mitad del siglo XIV, el imperio de Chagatai se dividió en dos: una Mongolia oriental de tipo nómada y Ma wara'un-Nahr, un kanato occidental, en Transoxania, mayoritariamente sedentario. El reino de Chagatai duró hasta el 1347 cuando el jefe de la tribu de los Karnau, Kazaghan, asesinó al último kan de los Chagatai y se proclamó emir.
Este emir y después su hijo Abdallah reinaron sobre el actual Uzbekistán desde el inicio de los años 1360 pero, tras el asesinato de Abdallah, el país se vio sumido en el caos. Los nómadas de Mongolia oriental, mejor formados militarmente, aprovecharon la situación y organizaron numerosos ataques que debilitaron el poder en Ma wara'un-Nahr. Fue entonces cuando una tribu turco-mongola, los barlas, llamados de forma peyorativa «los asnos», empezaron a cobrar importancia en la región. Poco después Tamerlán tomó el control, primero de los barlas y más tarde de las tribus de la zona.

### Tamerlán y sus sucesores

El imperio de Tamerlán.

Tamerlán (1336-1405), nació en Shahr-e Sabz, cerca de Samarcanda. Era miembro de la tribu de los barlas y fue un gran jefe militar y un erudito en el arte y en las letras. Era pariente lejano de Gengis Kan. Comandante despiadado y orgulloso y con una minusvalía en las piernas, al final de sus días les pedía a sus hombres que le llevaran a hombros al combate para poder seguir luchando.
En el 1369 fue elegido gran emir de Samarcanda, ciudad en la que instaló su capital, resucitándola después de que los mongoles de Gengis Kan la devastaran en 1220. Llevó hasta la ciudad a numerosos talentos (artistas, artesanos, sabios y doctos) que había capturado durante sus campañas.
Su imperio, que incluía la mayor parte de los países actuales de Asia Central, duró tan sólo un siglo y cayó en 1507 en manos de los uzbekos de la dinastía de los Chaibanidas. A pesar de su breve duración, el imperio realizó grandes obras culturales, artísticas y científicas, sobre todo en Samarcanda y en Herat; por eso, al siglo XV se le conoce como el del «renacimiento de Tamerlán».

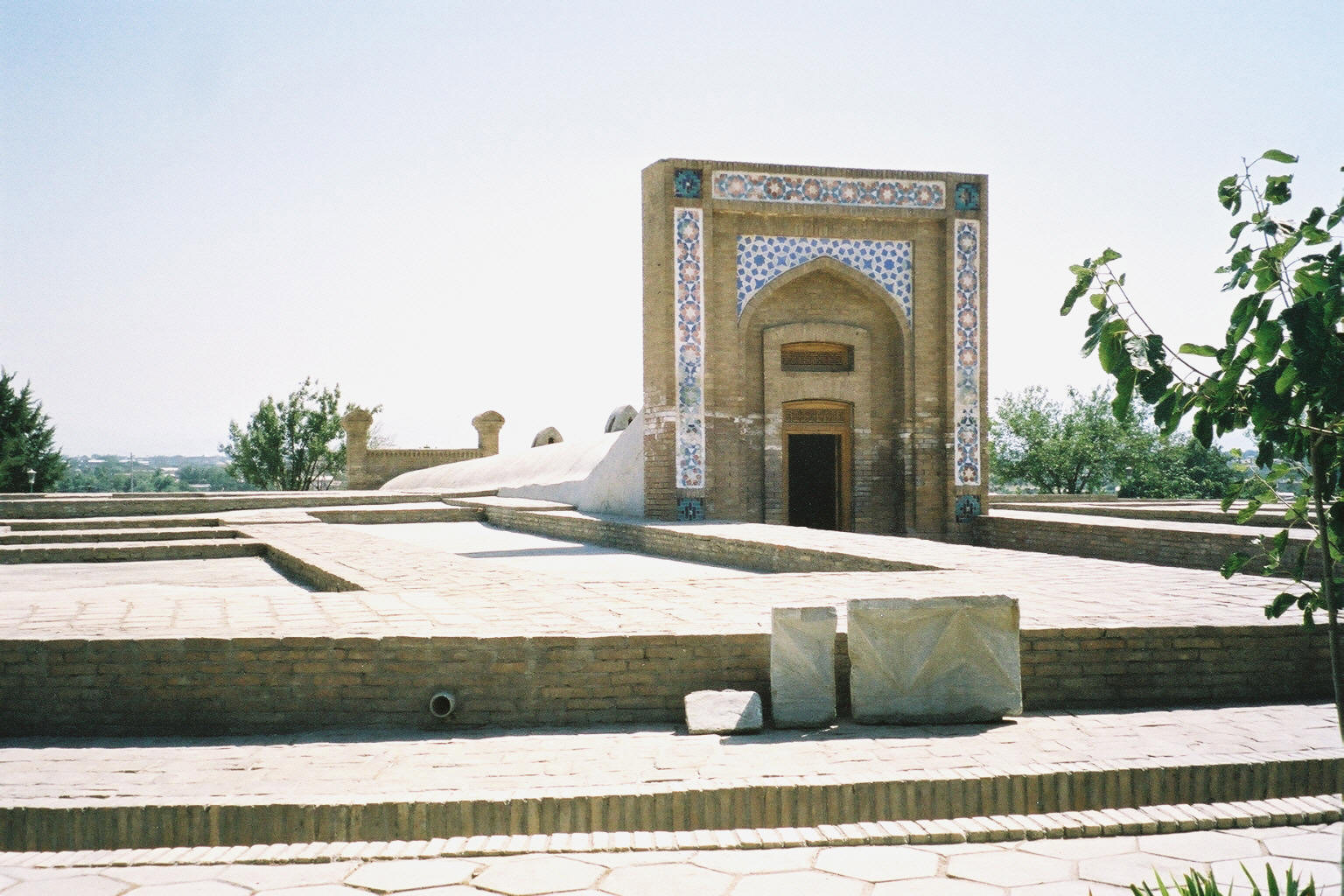
Observatorio construido por Ulugh Ber en Samarcanda.

El regente Ulugh Beg hizo construir en Samarcanda una madraza, inaugurada en 1420, en la que probablemente él mismo impartió clases, así como un observatorio (1429 en el que trabajó junto a 70 matemáticos y astrónomos, como Ghiyath al-Din Jamshid Mas'ud al-Kashi. Tras la muerte del hijo de Tamerlán, Shah Ruj, en 1447, accedió al trono pero pronto entró en conflicto con su hijo mayor, Abd ul-Latif, quien le hizo asesinar en 1449, subiendo al trono poco antes de sucidarse en 1450.
La madraza de Ulugh Beg siguió funcionado hasta el siglo XVII. Pero la vida cultural se concentró en Herat durante la segunda mitad del siglo XV, donde vivió y trabajó el célebre poeta y filósofo uzbeko Mir Ali Shir Nava'i, fundador de la lengua uzbeka moderna.

## Los primeros uzbekos
Los Shaybánidas, dinastía musulmana mongola descendiente de Shayban, hijo de Jchi, estaban constituidos en origen por 15.000 familias, y se fueron multiplicando con posterioridad hasta alcanzar un número que hacía imposible mantener la unidad del grupo.
El poderoso kan Abu l-Jayr consiguió reunir en 1429 a las tribus nómadas de los shaybánidas que vivían entre el río Tobol, los montes Urales y el Sir Daria bajo el nombre de Ulus Uzbek. Aparece por primera vez en la historia el término «uzbeko», sin significado étnico, derivado del nombre de Özbeg Jan, príncipe mongol del siglo XIII que implantó el islam en el seno de la Horda de Oro.
Abū l-Jayr, al conquistar Corasmia en 1447, intentó crear un estado uzbeko sólido, pero fue asesinado en 1468 por pueblos que habitaban en el actual Kazajistán. Su sobrino, el príncipe Muhammad Shaybani refundó, junto a su hermano Mahmud, el kanato de Uzbekistán; más tarde, con la ayuda de mercenarios de Astracán, conquistó las ciudades de Bujará y Samarcanda. Murió en un combate contra los persas en 1510.
Otros sultanes chaibanidas, Ilbars y Bilbars, tomaron posesión de Jiva en 1511. Sin embargo, el kanato no aseguró su territorio hasta 1512, después de vencer a los mogoles de Babur, pero sin poder consolidar un estado único y fuerte. Hacia el 1512, el kanato uzbeko fue gobernado por cuatro kanes que reinaron de modos muy diferentes.
El Kanato uzbeko intentó también sacar partido del tráfico de caravanas que atravesaban la región pero, a largo plazo, el comercio internacional quedó suspendido. Además, bajo el reinado de 'Abdallâh II de Bujará, el kanato conoció un freno intelectual debido al aumento de la influencia religiosa en el estado.
La dinastía de los shaybánidas llegó a su fin en 1598 con el asesinato de 'Abd al-Mu'min. Durante la segunda mitad del siglo XVII, el kanato de Bujará conoció un cambio dinástico y fue gobernado por una línea originaria de Astraján, los janidas, descendientes de Jochi. Un gran parte de las tribus uzbekas descendientes de Abū-l-Jayr se reunieron en el norte, especialmente en el valle del río Chu, dando origen a la etnia de los kazajos.

## El reinado de Babur en Farg'ona

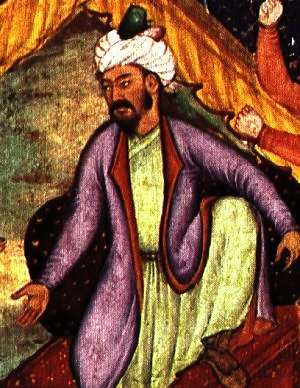
Retrato de Babur en una miniatura.

Cuna del zoroastrismo, Farg'ona desempeñó en la Edad Media un papel destacado en la historia del potente imperio mogol de Asia del sur y de India del que Babur fue el fundador.
Tras la muerte de Omar Sheij Mirza, rey de Ferghana en 1498, su hijo Babur (1483-1530), aunque aún era menor de edad, se convirtió en el jefe que controlaba la parte oriental del actual Uzbekistán. Descendiente de Tamerlán por parte paterna y de Gengis Kan por la materna y con el trono asegurado, Babur se obsesionó en extender su territorio.
Así, en 1497 trató de tomar Samarcanda sobre la que consideraba poseer un derecho legítimo hereditario. Pero una rebelión dirigida por los nobles obligó a las tropas mogoles a retirarse. Lo intentó de nuevo pero fue derrotado en 1501 por su principal enemigo, Muhammad Shaybani, poderoso kan de los uzbekos. Durante tres años intentó sin éxito recuperar sus posesiones perdidas. En 1504, reagrupando algunas de las tropas más fieles, Babur atravesó el Hindu Kush, tomando la fortaleza de Kabul con lo que consiguió estar a la cabeza de un reino poderoso.
En 1510 y tras la muerte de Shaybani, Babur reclamó sus posesiones originales, recibiendo ayuda de Ismail I. Con las nuevas fuerzas, consiguió en 1511 realizar una entrada triunfal en Samarcanda. Pero en 1514 fue de nuevo derrotado por los kanes uzbekos y tuvo que regresar a Kabul.

## Los tres kanatos surgidos tras la desaparición del kanato de Chagatai
- Kanato de Jiva

El Kanato de Jiva fue el más antiguo de los tres kanatos uzbekos; existió entre 1512-1920 al sur del mar de Aral. Su capital estaba situada en un principio en Kunya-Urgench, pero tuvo que ser trasladada a Jiva, una pequeña fortaleza, después de un cambio inesperado en el curso del río Amu Daria en 1598. Durante algunos siglos, Jiva se convirtió en uno de los centros del mundo islámico, antes de convertirse en parte integrante del Imperio ruso en 1873.
- Emirato de Bujará

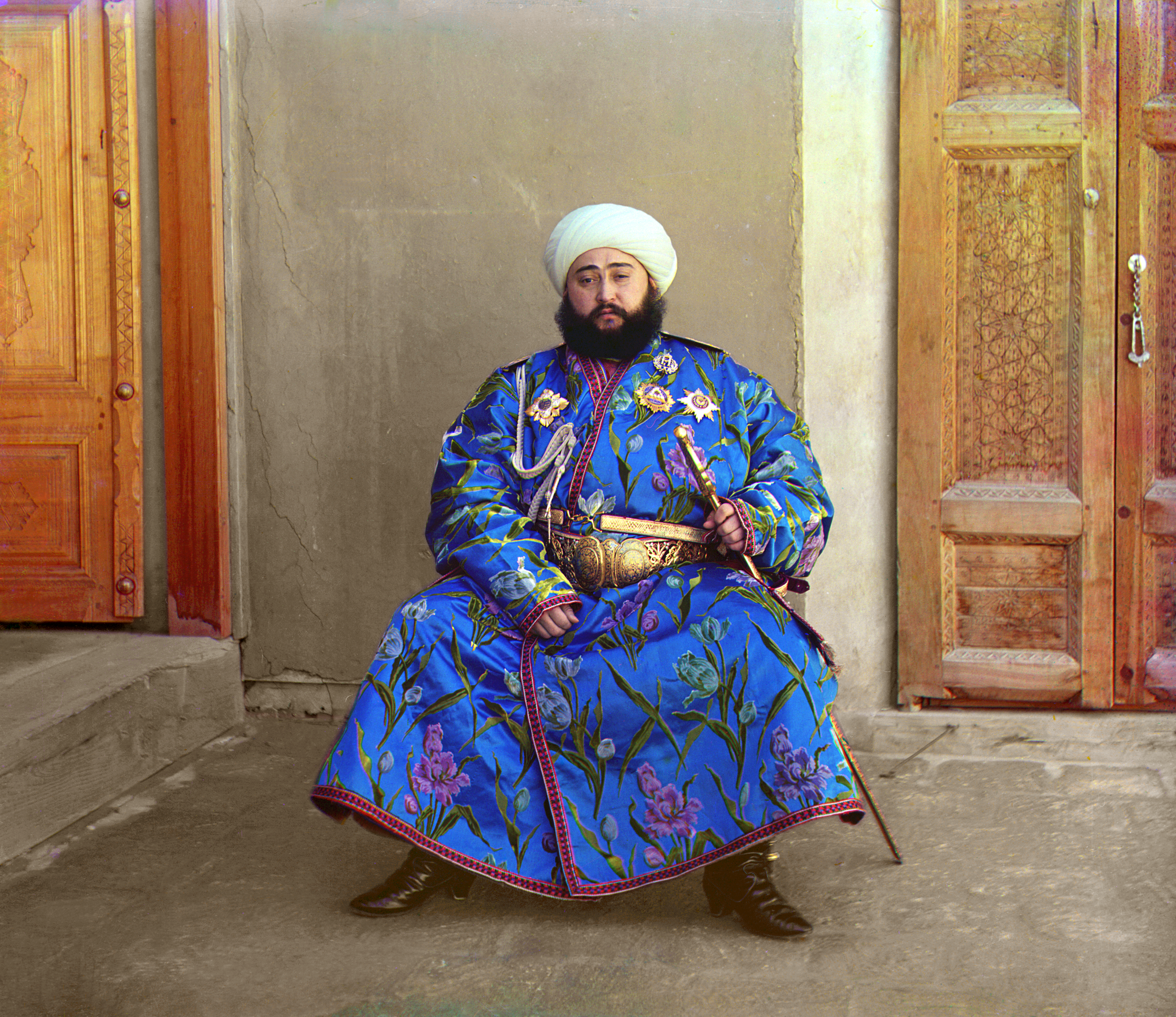
Mohammed Alim Khan (1880-1944), descendiente directo de Gengis Kan y último emir de Bujará.

El emirato de Bujará (1599-1920) fue un estado centroasiático con capital en Bujará que incluía la ciudad de Samarcanda.
La dinastía de los janidas reinó en este emirato desde 1599 a 1785 tras haber derrocado a los descendientes de Jochi, la dinastía uzbeka de los chaibanidas. En el siglo XVII, los miembros de la dinastía construyeron dos de las tres madrazas de la plaza Registan en Samarcanda.
El Kanato de Bujará se renombró como «emirato» en 1785 tras la conquista de Nadir Shah. En 1868, el emirato de Bujará se convirtió en un protectorado de Rusia. Poco después de la Revolución de Octubre, tras la toma de Bujará por las tropas del Ejército Rojo (2 de septiembre de 1920, perdió de forma definitiva su independencia para forma la República popular soviética de Bujará, antes de integrarse en 1924 en la República Socialista Soviética de Uzbekistán y en la República Socialista Soviética de Tayikistán.
- Kanato de Kokand

El Kanato de Kokand, que tuvo sus orígenes en la ciudad de Farg'ona, fue un estado que existió entre 1709 y 1876 en los territorios de los actuales Uzbekistán, Tayikistán y Kirguistán. Las grandes hordas nómadas de kirguises y kazajos se convirtieron pronto en sus vasallos.
A principios del siglo XIX, Cocanda se anexionó la ciudad de Taskent. Bajo la amenaza de un ataque por parte del Kanato de Bujará que se preparaba a anexionarse Taskent, el general ruso Mijaíl Cherniayev aprovechó la ocasión para realizar una ofensiva sobre el Kanato de Kokand. Después de encarnizados combates, en 1876 Kokand fue anexionado por Rusia, abriendo así camino a los rusos hasta el resto de Asia Central.

## Bajo elImperio ruso
Los rusos llegaron a la región a finales del siglo XIX, tras una fulgurante victoria del general Mijaíl Cherniayev en Chimkent (actual Kazajistán) en 1884. Sometieron a las tribus nómadas kazajas, así como a los kanatos de Bujará y de Jiva; seguidamente, sometieron el actual Uzbekistán, incluida Taskent (1865). Los territorios conquistados se reagruparon en un conjunto administrativo llamado Gobernación general del Turquestán. En 1867, Taskent se convirtió en la capital del Turquestán.
Las autoridades zaristas favorecieron el cultivo del algodón en el Turquestán en lugar de los cultivos extensivos tradicionales. La producción y distribución estaba controlada por los rusos, lo que ocasionó conflictos contra la población local. En el terreno lingüístico, Rusia adoptó diversas medidas para favorecer la propagación del ruso en los territorios conquistados de Asia Central.

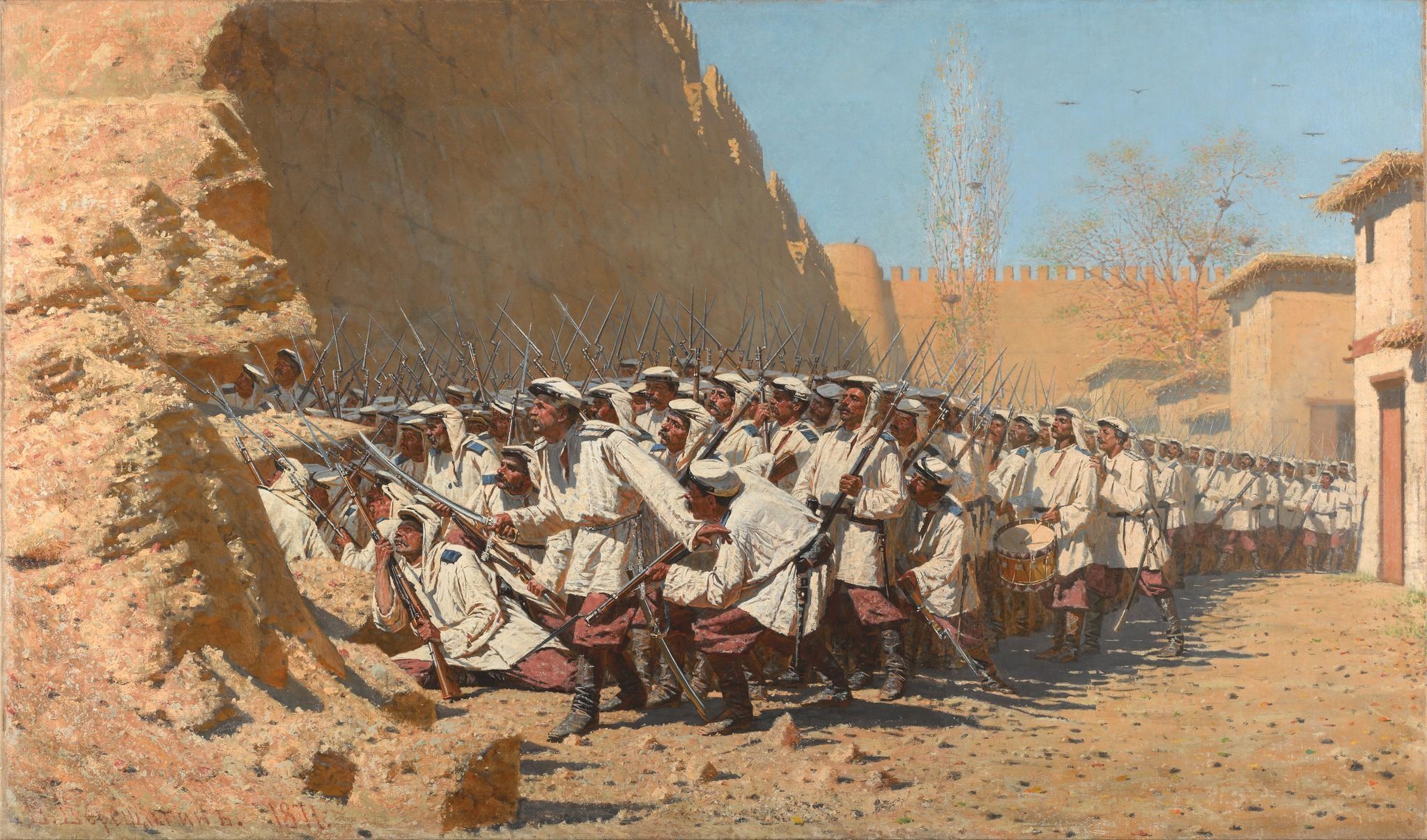
Tropas rusas asaltando la ciudad de Jiva, cuadro de Vasili Vereshchaguin.

En marzo de 1876, el Kanato de Kokand cayó en manos rusas, tras diversos combates encarnizados protagonizados por las tropas dirigidas por los generales Konstantin Petrovich Von Kaufman  y Mijaíl Skobelev. Los kanatos de Bujará y de Jiva, convertidos en protectorados rusos en 1868, perdieron por completo su soberanía en 1920 cuando quedaron integrados en el Turquestán ruso.
En 1916, los uzbekos se rebelaron contra las autoridades rusas pero la rebelión fue reprimida de forma severa por el zar.
Estas anexiones rusas permitieron la instauración de nuevas relaciones socioculturales, el intercambio comercial entre los negociantes rusos y los mercaderes uzbekos, así como un desarrollo de la educación, la industria y los ferrocarriles, lo que llevó a un desarrollo socioeconómico de la región.

## La época soviética

### Génesis de la nación uzbeka
Los bolcheviques que tomaron el poder en Rusia después de la Revolución de octubre de 1917, se encontraron con una fuerte resistencia por parte de los nacionalistas uzbekos (basmachis). Una vez reprimida esta resistencia, los comunistas buscaron aliados entre los musulmanes progresistas ya que detectaron que una represión demasiado severa podía provocar que los musulmanes del Turquestán se unieran al ejército blanco. Algo que inquietaba de forma especial a los bolcheviques era el «panturanismo» (unión de los pueblos turcos) lo que explica que quisieran eliminar hasta el propio nombre de Turquestán.

Bandera de la RSS de Uzbekistán.

Uzbekistán, como república y como nación única y diferenciada, nació después de que el 27 de octubre de 1924 diversas entidades territoriales existentes en Asia Central (una parte del Turquestán, de la república de Bujará y de la de Jiva) fueran reagrupadas en la República Socialista Soviética de Uzbekistán (RSS de Uzbekistán). Las cinco repúblicas de Asia Central nacieron a raíz del reparto territorial realizado bajo los auspicios del comisario para las nacionalidades de la época, Iósif Stalin, según la distribución étnica de sus poblaciones. Así se crearon numerosos enclaves uzbekos en territorio kirguís y tayiko y viceversa. En 1936, la RSS de Uzbekistán se amplió al integrarse la República autónoma de Karakalpakia, que antes formaba parte de la RSS de Kazajistán.

### Bajo el poder de Stalin
En 1928, Stalin ordenó la colectivización forzosa de todos los campesinos de la Unión Soviética. La revuelta de los basmachis uzbekos (esencialmente de origen campesino) se inició en 1916 y fue reprimida hacia 1926. La revuelta se reanudó de nuevo poco después y no finalizó hasta los años 1940.
Durante los años 1937-38, durante las «grandes purgas» de Stalin, fueron ejecutados numerosos funcionarios y nacionalistas uzbekos, como el antiguo primer ministro, Fayzullo Xojayev (Faizullá Jodzháyev, en transliteración del ruso). El islam fue también objeto de la represión de Stalin que buscaba conseguir una Unión Soviética completamente atea. La mayoría de las mezquitas fueron cerradas y muchos activistas musulmanes ejecutados.
Durante la Segunda Guerra Mundial, Uzbekistán acogió a miles de familias soviéticas que huían de la invasión hitleriana, incluidos numerosos huérfanos de guerra, lo que aceleró la ‘’rusificación’’ de la república, sobre todo de su capital, Taskent. Una parte de las industrias pesadas de la zona europea de la URSS también fue evacuada. Estas fábricas se ubicaron en Uzbekistán después de la guerra, lo que contribuyó a la industrialización de la zona.

### Después de la guerra
La lucha de los bolcheviques para conseguir la emancipación de las mujeres uzbekas fue un éxito: en los años 1950, eran muy pocas las que aún llevaban el chador y todas las jóvenes recibían la misma educación pública que los hombres. El analfabetismo, casi total en 1924, fue erradicado por completo hacia el 1950.
El 26 de abril de 1966, la capital uzbeka y su región se vieron seriamente afectados por un terremoto; se inició un extenso programa de reconstrucción gracias a la participación de todas las repúblicas soviéticas. Esto provocó la cuarta oleada de inmigración rusa en el país, tras la de la época colonial, la de los bolcheviques y la que llegó con la Segunda Guerra Mundial.
El 4 de enero de 1966 se organizó en Taskent la conferencia indo-pakistaní que permitió el reinicio de las relaciones diplomáticas entre ambos países.
Después de 1966, la capital uzbeka se desarrolló de forma considerable, convirtiéndose en la ciudad más poblada y moderna de toda Asia Central. Durante los 60-80, Taskent albergó un prestigioso festival internacional de filmes de Asia, África y América Latina.

#### El problema del algodón
Un tema que afectó de forma notable a la historia de Uzbekistán en los años 1960-1980 fue el desarrollo intensivo del cultivo de algodón, ordenado por Moscú en el marco de la especialización de las repúblicas soviéticas. La planificación soviética se puso como objetivo producir seis millones de toneladas del «oro blanco» uzbeko. Este desarrollo desenfrenado, unido a un desmejoramiento en las condiciones de las tierras cultivables, tuvo un impacto catastrófico sobre la ecología de la región: el uso desproporcionado de abonos químicos y de defoliantes envenenó la tierra y las aguas, mientras que el drenaje acelerado de los recursos de los ríos Amu Daria y Sir Daria para el riego llevó a un descenso del volumen del mar de Aral, lugar de desembocadura de estos ríos, que en cuarenta años pasó a tener la mitad de su superficie.
Con la presión ejercida por Moscú para que se produjera aún más algodón, los dirigentes uzbekos desarrollaron un sistema corrupto para falsificar estadísticas. El jefe del Partido (y de la República) es esa época, Sharaf Rashídov, su entorno y el yerno de Leonid Brézhnev se vieron involucrados en el problema del algodón imaginario, obteniendo beneficios en oro para el presupuesto del Estado uzbeko así como para el bolsillo de los principales implicados. En 1983, momento en el que se desenmascaró el fraude, el mayor de la historia de la Unión Soviética, Rashidov falleció de una crisis cardiaca.
A pesar de la importancia de este asunto y de la voluntad del actual poder uzbeco de mantener silencio sobre su pasado soviético, Rashidov está considerado como un dirigente que invirtió en el desarrollo de la República y que, para obtener de Moscú una cierta autonomía, practicó un juego sutil de influencias y de uso de los fallos del aparato soviético en beneficio de Uzbekistán.

#### El «tema uzbeko» y sus consecuencias políticas
Tras el escándalo del algodón de 1983, importantes acusaciones de corrupción cayeron desde Moscú sobre todo el territorio uzbeko, llevándose a cabo una importante investigación federal dirigida por los investigadores antifraude Gdlian e Ivanov. El resultado fue que casi la totalidad del Estado uzbeko fue reemplazado y una parte fue encarcelada. El control directo de Moscú se reforzó, sobre todo durante el periodo de gobierno del antiguo jefe de la KGB Yuri Andrópov). los dirigentes uzbekos se fueron sucediendo hasta 1990 ya que Moscú no quería que permanecieran en el cargo el tiempo suficiente para desarrollar una nueva estructura de corrupción. Los efímeros jefes uzbekos fueron Usmanjodzháyev (1983), Salimov (1983-1986), Nishanov (1986-1988), Jabibulláyev (1988-1989) e Ibraguimov (1989-1990).

#### Los pogromos de los turcos mesjetianos
En junio de 1989, en plena Perestroika, se produjeron una serie de violentos enfrentamientos en el valle de Farg'ona que derivaron en auténtico pogromos destinados a los turco-mesjetianos, deportados en 1944 desde Georgia por Stalin. Cerca de 40.000 mesjetianos huyeron de Uzbekistán de los que 15.000 se refugiaron en Rusia. El origen de estos pogromos es incierto: no se sabe si son consecuencia del nacionalismo uzbeko o bien de un recrudecimiento de los conflictos interétnicos que se sucedieron por toda la Unión Soviética a finales de los años 1990

#### Relaciones con respecto a la URSS
Beneficiarios de importante subvenciones destinadas a solucionar su déficit de especialización en el sector primario, Uzbekistán fue un ferviente defensor de mantener la URSS cuando empezaron a oírse voces liberales gracias a la perestroika y la glásnost. En el referéndum que organizó en 1991 Mijaíl Gorbachov sobre el mantenimiento de la URSS, una aplastante mayoría de uzbekos votó de manera afirmativa.
Después de diversas negociaciones, la mayoría de las repúblicas soviéticas, incluida Uzbekistán, aceptaron un nuevo tratado que constituía una URSS renovada (la Unión de repúblicas soberanas soviéticas) que convertía a estas repúblicas en soberanas dentro de una federación con un presidente, una política exterior y una política militar común. El tratado debía firmarse el 20 de agosto de 1991 pero las reticencias de Ucrania hicieron que los dirigentes uzbekos adoptaran una postura de espera, esperando la evolución de los acontecimientos. Rusia declaró entonces la supremacía de las leyes rusas sobre las soviéticas. Anticipándose a la ruptura de la antigua URSS, el Sóviet Supremo de la RSS de Uzbekistán declaró finalmente la independencia del país el 31 de agosto de 1991, ratificada más tarde en un nuevo referéndum que esta vez obtuvo una mayoría aplastante en favor de la independencia.

## Tras la independencia
El 21 de diciembre de 1991, un Uzbekistán independiente se convirtió en miembro de la Comunidad de Estados Independientes, integrada por 12 de las 15 antiguas repúblicas de la URSS. El 2 de marzo de 1992, Uzbekistán entró en la ONU y se convirtió en miembro de la Unesco. el 27 de enero de 2006 se integró en la Comunidad Económica Euroasiática.

### Presidencia de Karimov

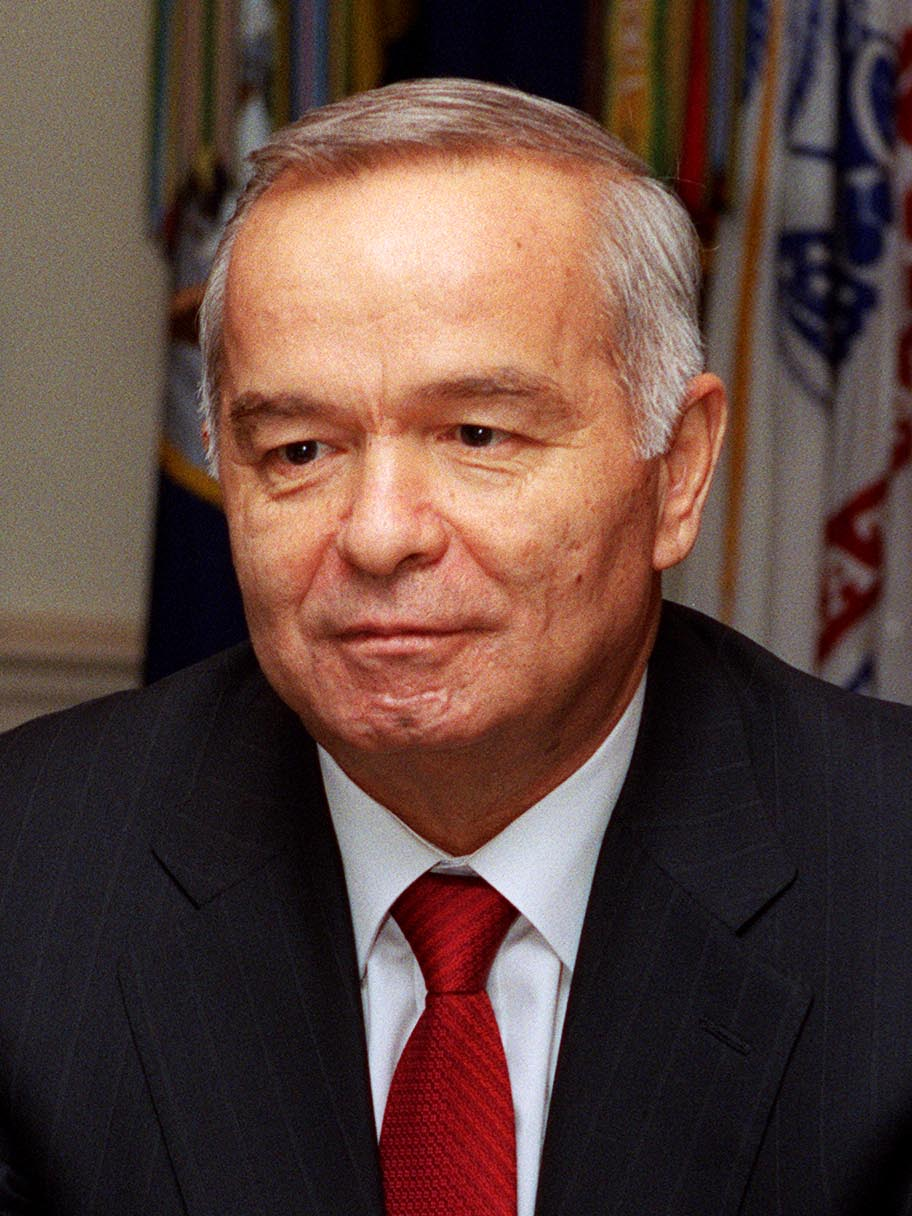
Islom Karimov.

Después de su independencia, Uzbekistán se constituyó bajo un régimen presidencial que rayaba el autoritarismo. El país está dirigido desde 1989 por Islom Karimov, antiguo dirigente del Partido Comunista de la República y fundador del Partido Popular Democrático de Uzbekistán. Bajo el régimen de Karimov, todos los partidos de la oposición, incluso los moderados, fueron prohibidos y las corrientes disidentes, sobre todo las de carácter islámico, reprimidas. Los medios de comunicación y todos los aspectos de la vida social, política y económica, así como la propia cultura se encuentran bajo una estrecha tutela y censura por parte del aparato del Estado.
Las elecciones legislativas del 26 de diciembre de 2004 permitieron al presidente prolongar su mandato, aunque las elecciones fueron criticadas por los veinte observadores de la OSCE, de la que es miembro Uzbekistán.

### Reformas económicas moderadas
Desde la independencia, el presidente Karimov ha realizado una estrategia de reformas económicas graduales destinadas, especialmente, a conseguir la autosuficiencia energética y alimenticia del país y a atraer las inversiones extranjeras. A un cierto nivel, la política ha surtido efecto (algunas empresas locales han firmado contratos de Joint venture con socios extranjeros, como la que se firmó con la empresa coreana Daewoo). Sin embargo, el crecimiento económico está supeditado a las fluctuaciones regulares de las materias primas de las que depende el país. Tributario de los ingresos por exportaciones, que representan un 40 % del PIB del país, el desarrollo económico uzbeko se frenó como consecuencia de las malas cosechas de algodón, del que Uzbekistán es el cuarto productor mundial.
Además, sin una estrategia real de reformas, las autoridades del país han multiplicado sus errores como, por ejemplo, en el ámbito del cambio de moneda, al rechazar la convertibilidad de la moneda nacional en 2003, lo que provocó fricciones con el FMI. También se han realizado acciones restrictivas y dirigistas hacia las pequeñas y medianas empresas, lo que ha implicado un estancamiento de muchos asuntos. Sólo el pequeño comercio callejero y las empresas pueden realizar operaciones de importación, lo que les ha permitido prosperar, mientras que el tejido económico general sigue estando, de forma oficial o de facto, bajo una fuerte influencia estatal.
De hecho, el gobierno retardó la liberalización de la economía y las privatizaciones por miedo a sus consecuencias en la sociedad ya muy deteriorada (un 27 % de la población vive por debajo del umbral de la pobreza y los ingresos medios van a la baja desde 1997) y para preservar los intereses de los actores económicos más influyentes, cercanos a las elites del poder. La ofensiva, a partir de 2004, contra la economía sumergida ha provocado numerosas protestas sociales.

### Terrorismo islámico
La represión de las autoridades uzbekas de todo lo relacionado con el islamismo provocó que algunas corrientes extremistas llevaran a cabo atentados con bombas. El 16 de febrero de 1999, la capital, Taskent, sufrió seis explosiones, una frente al Parlamento que explotó poco antes de la llegada del presidente Karimov. Las bombas causaron 16 muertos y 130 heridos y provocaron serios daños en edificios gubernamentales así como en la sede social del Banco Nacional de Uzbekistán. Las autoridades creen que se trató de un atentado contra el presidente realizado por las fuerzas islamistas. En 2004 se atribuyeron dos actos terroristas ocurridos también en la capital al movimiento islamista Hizb ut-Tahrir: a finales de marzo, una explosión destinada a causar daños entre las fuerzas del orden se produjo en el bazar de Chorsu; a finales de julio se produjeron dos atentados suicidas de forma simultánea, uno contra la embajada de los Estados Unidos y otro contra la de Israel. A partir de entonces, la policía (militsia) es omnipresente: los controles se han reforzado en los lugares más populares y en las salidas de la ciudad. El clima político volvió a la normalidad y las elecciones legislativas (el 26 de diciembre de 2004 y el 9 de enero de 2005) se desarrollaron sin incidentes.

### Represión enAndiján
El viernes 13 de mayo de 2005, un numeroso grupo de hombres asaltó la prisión de Andiján para liberar a un centenar de personas, entre ellos 23 hombres de negocios, acusados de terrorismo islamista. Asaltaron también la alcaldía donde establecieron una tribuna en la que numerosos habitantes hablaron, criticando al gobierno y a los servicios de seguridad por la presión ejercida. Para reprimir la insurrección, las autoridades enviaron al ejército que abrió fuego sobre una manifestación pacífica. Las autoridades negaron esta versión alegando que se trataba de un intento de desestabilización.
Diversas ONG, como el Comité Internacional de la Cruz Roja, hablan de que se produjeron entre 500 a 1000 muertos, mientras que el gobierno uzbeko reconoce solo 187 fallecidos. Las organizaciones en defensa de la libertad de prensa y de los derechos humanos alertaron sobre estos hechos y pidieron a la comunidad internacional que actuara.
El 14 de noviembre de 2005 se dictó el veredicto de los quince acusados con penas que oscilaron entre los 14 y los 20 años. Numerosos observadores de varias ONG, como la Human Rights Watch, reiteraron las acusaciones de tortura. Después del veredicto, la UE vetó la entrada en territorio de la Unión a algunos altos cargos uzbekos, como los ministros de Interior y de Defensa, que fueron acusados de forma directa de la represión de Andiján.
La UE prohibió la entrada en su territorio a doce altos funcionarios (entre los que no está el presidente Karimov) y declaró un embargo sobre la venta de armas a Uzbekistán

### Relaciones con los Estados Unidos y Rusia
Poco después de los atentados del 11 de septiembre de 2001, el presidente Karimov aceptó ayudar a los Estados Unidos en su «guerra contra el terrorismo» y decidió que su país serviría como base de operaciones durante la Guerra en Afganistán de 2001. Las instalaciones militares uzbekas, como la base aérea K2 en Janabad fueron utilizadas por la coalición. Gracias a esta ayuda, las autoridades uzbekas contaron con la cooperación económica y militar estratégica de los Estados Unidos para ayudar a Taskent a solucionar sus problemas económicos y políticos.
Sin embargo, a finales de 2002, Uzbekistán empezó a preocuparse por su excesiva dependencia en diferentes temas, consecuencia de la implantación de las bases americanas en suelo uzbeko.
Inmediatamente después de la tentativa de insurrección de Andiján, los Estados occidentales y diversas organizaciones de defensa de los derechos humanos declararon una guerra mediática contra Uzbekistán, pidiendo que se reforzara la presión económica y política sobre el régimen gobernante.
Se produjo una degradación de las relaciones así como la repatriación de más de 450 refugiados uzbekos en las bases americanas realizada por la ONU. El 30 de julio de 2005, Taskent reaccionó ordenando el cierre de las bases estadounidenses desplegadas por todo el territorio y realizó una reorientación de su política exterior, inclinándose hacia Rusia, que no había criticado la represión realizada en Andiján; se unió a la Comunidad Económica Euroasiática, organización auspiciada por Moscú. Uzbekistán expresó también su intención de integrarse en la Organización del Acuerdo sobre la Seguridad Colectiva, otro organismo prorruso.

### Relaciones con sus vecinos de Asia Central
Las relaciones con los vecinos centroasiáticos siguieron siendo tensas debido a las contiendas históricas, económicas y políticas (como el problema de los límites fronterizos, sobre todo en el valle de Farg'ona). El reencuentro, en noviembre de 2004, entre el presidente Karimov y su homónimo turcomano permitió reanudar un diálogo que estaba en punto muerto desde 2002. Taskent aspira, como su vecino Kazajistán, al liderazgo regional, lo que le ha llevado a mantener a menudo relaciones tensas con sus vecinos tayikos y kirguises. Uzbekistán, que siempre ha favorecido las relaciones de proximidad con los uzbekos instalados en Afganistán, cambió su estrategia, acercándose más hacia Teherán para la realización de proyectos que permitan romper el aislamiento viario del país.
Por otra parte, Taskent participó en la Organización de Cooperación de Shanghái, organización de cooperación en materia de seguridad (coordinación de la lucha antiterrorista y control de fronteras), que reúne a los países de Asia Central (con la excepción de Turkmenistán), así como a Rusia y a China. En enero de 2004 se inauguró en Taskent el centro regional de lucha antiterrorista.

## Actualidad
En diciembre de 2007, Islam Karimov fue reelegido en el poder en unas elecciones fraudulentas. Los observadores electorales occidentales señalaron que la elección no cumplió con muchos de los puntos de referencia de la OSCE para elecciones democráticas, las elecciones se llevaron a cabo en un entorno estrictamente controlado y no hubo una oposición real ya que todos los candidatos respaldaron públicamente al titular. Los activistas de derechos humanos denunciaron varios casos de votación múltiple en todo el país, así como presiones oficiales sobre los votantes en los colegios electorales para que votaran por Karimov.  La BBC informó que mucha gente tenía miedo de votar por alguien que no fuera el presidente. De acuerdo con la constitución, Karimov no era elegible para presentarse como candidato, ya que había cumplido dos mandatos presidenciales consecutivos y, por lo tanto, su candidatura era ilegal.
El período previo a las elecciones se caracterizó por el arresto y encarcelamiento por parte de la policía secreta de decenas de activistas de la oposición, incluido Yusuf Djumayaev, un poeta de la oposición. A varias organizaciones de noticias, incluidas The New York Times, la BBC y Associated Press, se les negaron las credenciales para cubrir las elecciones. Alrededor de 300 disidentes estaban en la cárcel en 2007, incluido Jamshid Karimov, el sobrino del presidente de 41 años.
En 2016, Islam Karimov murió después de una semana tras haber sufrido un derrame cerebral. Fue reemplazado por Shavkat Mirziyoyev, quien era el líder interino de Uzbekistán tras la muerte de Karimov. En diciembre de 2016, Shavkat Mirziyoyev ganó las elecciones presidenciales con señales de fraude.
El 6 de noviembre de 2021, el presidente Shavkat Mirziyoyev prestó juramento para su segundo mandato, después de obtener una victoria aplastante en las elecciones presidenciales.
El 1 de julio de 2022 estallaron protestas en la región autónoma de Karakalpakstán por las enmiendas propuestas a la Constitución de Uzbekistán que habrían puesto fin al estatus de Karakalpakstán como región autónoma de Uzbekistán y al derecho a separarse de Uzbekistán mediante referéndum. Fueron brutalmente reprimidos, al menos 18 personas fueron asesinadas.

### En ruso
- Энциклопедический Словарь Брокгауза и Ефрона (Encyclopedia Brockhaus y Efron). San Petersburgo, 1887-1907.
- Большая советская энциклопедия (Gran enciclopedia soviética). Moscú, 1969-1978

### En francés
- Bosworth, C. E.: Les dynasties musulmanes, trad. Y. Thoraval, Actes sud, coll. Sinbad, 1996, ISBN 2-7427-0713-1
- Roux, Jean-Paul: L'Asie centrale. Histoire et civilisations, Fayard, 1997, ISBN 2-213-59894-0
- Kalter, Johannes, y Margareta Pavaloi: Uzbekistan. Heirs to the Silk Road, Thames and Hudson, 1997, ISBN 0-500-97451-9
- Spiekermeier, Françoise: Asie centrale : Kirghizstan, Ouzbékistan, Arthaud, 2001, ISBN 2-7003-2862-0
- Calum MacLeod et Bradley Mayhew; Ouzbékistan : Samarcande, Boukhara, Khiva, Olizane, Genève, 2002, ISBN 2-88086-276-0
- Catherine Poujol; Ouzbékistan : la croisée des chemins, Belin / La Documentation française, 2005, ISBN 2-7011-3776-4
- Jean Sellier et André Sellier; Atlas des peuples d'Orient. Moyen-Orient, Caucase, Asie centrale, La Découverte, 1993, ISBN 2-7071-2222-X
- Vincent Fourniau; Histoire de l'Asie centrale, Presses universitaires de France, Paris, 1992, ISBN 2-13-046012-7
- Jacques Anquetil; Routes de la soie : des déserts de l'Asie aux rives du monde occidental, vingt-deux siècles d'histoire, J.-C. Lattès, 1992, ISBN 2-7096-1112-0
- Emmanuel Choisnel; Les Parthes et la route de la soie, L'Harmattan / IFEAC, 2004, ISBN 2-7475-7037-1
- Bradley Mayhew, Paul Clammer, Michael Kohn; Asie centrale, la route de la soie, Lonely Planet, 2004, ISBN 2-84070-430-7
- Sergio Cozzi, Didier Labouche; Ouzbékistan, au cœur des routes de la soie, Géorama, 2001, ISBN 2-9514973-3-4
- René Grousset; Empire des steppes: Attila, Gengis-Khan, Tamerlan, Payot, 2001, ISBN 2-228-88130-9

### En español
- Olivares, Gerardo; La ruta de Samarkanda, Las Rozas, 1999, Ejearte, ISBN 84-8220-025-9
- Roy, Oliver; La nueva Asia central o la fabricación de naciones, Madrid, 1998, Editorial Sequitur ISBN 84-923112-2-3
- Zapater Espí, Luis Tomás; Asia central : conflictos étnicos, nuevo nacionalismo e Islam, Valencia, 2005, Quiles Artes Gráficas, ISBN 84-932409-3-1

- Datos: Q940589
- Multimedia: History of Uzbekistan / Q940589